# Louis de Potter
Louis-Joseph-Antoine de Potter (Brugge, 26 april 1786 – aldaar, 22 juli 1859) was een journalist die op prominente wijze deelnam aan de Belgische Revolutie van 1830. Hij schreef meer dan honderd boeken, petities en pamfletten, waaronder de bekende "Brief aan mijn Medeburgers". Hij was een republikein en democraat die met lede ogen zag dat de revolutie een monarchale wending nam.

## Familie
Jan Willem (Guillaume) de Potter, heer van Droogenwalle, griffier en raadpensionaris van de stad Nieuwpoort werd in 1726 in de erfelijke adelstand opgenomen door zijn benoeming tot raadsheer en rekwestmeester van de Grote Raad van Mechelen.
Zijn zoon, Pierre-Clément de Potter de Droogenwalle (1719-1759), raadslid in Brugge en schepen in Diksmuide, weduwnaar van Marie-Jeanne Thoores, was in 1751 getrouwd met Marie-Gertrude van Hille (1711-1794). Diens zoon, eveneens Pierre-Clément de Potter de Droogenwalle (1759-1824), getrouwd met Marie-Catherine Maroucx d'Opbrakel (1758-1833), was onder het ancien régime eerst erfachtig ruwaard van Diksmuide en vervolgens schepen van het Brugse Vrije. Dit echtpaar had Louis de Potter als zoon.
Pierre-Clément sr. kocht in 1751 drie huizen aan langs de Dyver in Brugge. Zijn weduwe Marie van Hille kocht er nog twee aanpalende huizen bij. Pierre-Clément jr. deed de vijf huizen rond 1794 afbreken en liet er in de plaats een indrukwekkende stadsresidentie bouwen (tegenwoordig de zetel van het Europacollege), ontworpen door de Brugse architect Jozef Van Gierdegom (1760-1844). In 1794 vluchtte het ganse gezin voor de Fransen, eerst naar Zeeland (waar de weduwe van Hille overleed) en vervolgens naar Duitsland. Het gezin keerde pas in 1796 terug.
Op 1 december 1822 verkreeg Pierre-Clément jr. adelserkenning vanwege koning Willem I. Het is niet bekend om welke reden hij het diploma niet lichtte en hierdoor de erkenning niet rechtsgeldig werd. Was hij zelf niet overtuigd van de noodzaak ervan of onderging hij de invloed van zijn zoon? Feit is dat Louis titels en wapens beschouwde als des jouets à l'usage des vieux bambins de l'époque (speelgoed gebruikt door de oude peuters van deze tijd). Hij gaf zelf uiteraard geen gevolg aan de adelsverheffing. Hij stuurde zelfs een zeer kritische brief naar de secretaris van de Hoge Raad van Adel die hem had aangemaand de open brieven te lichten.

## Levensloop
Louis de Potter kreeg zeer waarschijnlijk huisonderricht. Ook al deed hij geen universitaire studies, hij was goed onderlegd in klassieke talen en literatuur. Hij interesseerde zich voor de werken van de Franse filosofen van de Verlichting en werd hevig antiklerikaal en strijdend liberaal.
Toen hij 25 werd, in 1811, trok hij naar Italië en zou er tot 1821 in Rome verblijven en van 1821 tot 1823 in Florence. Hij genoot er van het warme klimaat en bestudeerde er het pausdom en de curie. Zijn eerste publicaties hadden betrekking op de vroege concilies en op de problematiek van de scheiding tussen kerk en staat, door hem bestudeerd vanuit de (voor)oordelen van de Verlichting. Dit gaf aanleiding tot twee stevige studies, de tweede zelfs in zes volumes. Tijdens zijn verblijf in Florence had hij toegang tot de archieven van de familie Ricci en dit gaf hem stof voor een derde werk, helemaal gewijd aan het verheerlijken van het jozefisme en van de in Toscane doorgevoerde hervormingen onder groothertog Leopold, de broer van keizer Jozef II.
Gedurende zijn Italiaans verblijf, eerst in Rome, nadien in Florence, had de Potter een relatie met Matilde Malenchini, een heel wat oudere kunstschilderes. Toen hij naar het Verenigd Koninkrijk der Nederlanden terugkeerde volgde zij hem maar de relatie bekoelde en in 1826 kwam er een einde aan. Tijdens zijn omzwervingen ontmoette hij invloedrijke figuren als Hughes Félicité Robert de Lamennais, Henri Lacordaire, Stendhal en Filippo Buonarroti.
Hij was lid van de Société des Douze vanaf 1823.

## Wegbereider voor de revolutie

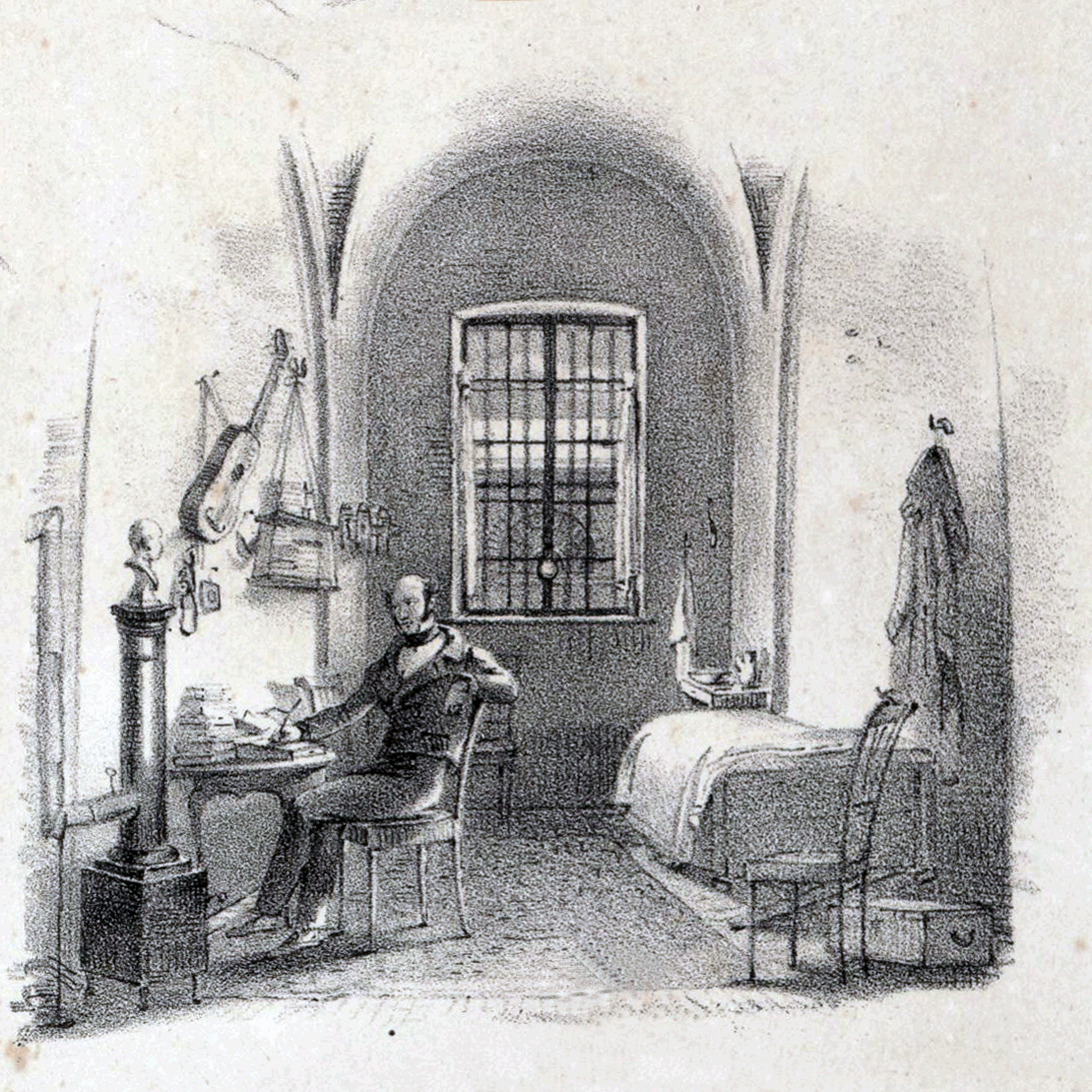
De Potter in de gevangenis.

Toen de Potter terug in de Nederlanden was, woonde hij aanvankelijk in Brugge. Na de dood van zijn vader verhuisde hij naar Brussel. Daar trouwde hij, na enkele amoureuze avonturen, en alleen burgerlijk, in 1826 met Sophie van Weydeveldt (1808-1896). Op zich was dit huwelijk een 'statement'. De bruid was niet alleen niet van adel, maar was de in Brussel geboren onwettige maar erkende dochter van de Bruggeling Antoine Van Weydeveldt, uit een familie van kleine burgerij, en van Anna Ligy. De kinderen uit dit huwelijk kregen 'filosofische' en niet-kerkelijke voornamen: Agathon, Eleuthère, Juste en Justa. Daarentegen was de zus van Louis, Marie-Christine de Potter de Droogenwalle (1793-1864) in 1812 getrouwd met baron Joseph-Bernard van Caloen. Uit dit huwelijk zouden onder meer voortspruiten:
- Charles van Caloen, katholiek parlementslid, die, samen met zijn vrouw het neogotische kasteel van Loppem bouwde, waar hun vriend Guido Gezelle vaak op bezoek kwam ,
  - dom Gerard van Caloen, de stichter van de abdij van Zevenkerken,
- Louis van Caloen, de jezuïet die het Franciscus Xaveriusgenootschap stichtte.
- en verschillende andere vertegenwoordigers van de traditionele katholieke samenleving.

De tegenpolen derhalve van De Potter.
Louis de Potter was aanvankelijk zeer tevreden met het regime van het Verenigd Koninkrijk en onderhield uitstekende betrekkingen met de minister van Binnenlandse Zaken Van Gobbelschroy, die hij al van in zijn jeugdjaren kende. Hij werkte dan ook graag mee als redacteur van de regeringsgezinde Courrier des Pays-Bas. Deze krant voerde oppositie tegen de katholieke clerus en tegen de aristocratie. Dit bleef echter niet duren en hijzelf en de krant werden weldra antiregeringsgezind en keerden zich derhalve ook tegen Willem I en zijn absolutistische neigingen. Een artikel van 8 november 1828 dat een fel pamflet was tegen de ministers van de koning, betekende de aansluiting van de krant bij het opstandige Belgische unionisme, een verbond van katholieken en liberalen dat zich tegen de Nederlandse koning keerde. Het betekende meteen een toenadering tot de katholieken. Justitieminister Cornelis Felix van Maanen liet De Potter vervolgen en deze werd op 15 november opgepakt en op 20 december 1828 op verdenking van samenzwering tegen de staat veroordeeld tot achttien maanden gevangenis en duizend gulden boete. Op dat proces werd hij verdedigd door Alexandre Gendebien en Sylvain Van de Weyer. Louis de Potter nam zelf ook het woord en hield een lange redevoering waarin hij een hele reeks politieke eisen stelde. Dit had een grote weerklank en hij werd een van de meest bekende en meest populaire opposanten van het regime. Zijn cel werd een middelpunt van oppositie tegen koning en regering. In juli 1829 stuurde hij zijn pas verschenen brochure naar de koning, waarin hij het 'unionisme' tussen katholieken en liberalen beschreef en aanprees.
Op 8 januari 1830 ontsloeg de koning leden van de Staten-Generaal die zich tegen zijn politiek hadden verzet. Vanuit de gevangenis lanceerde De Potter in februari de idee om de afgezette leden te vergoeden via een omhaling in het hele land. Meteen stelde hij ook voor om een nieuwe staatsvorm te organiseren. Van Maanen liet hem opnieuw vervolgen, nu wegens oproepen tot oproer. Op 30 april 1830 veroordeelde het hof van assisen van Brussel De Potter tot acht jaar ballingschap. Zijn vrienden Jean-François Tielemans en Adolphe Bartels kregen zeven jaar verbanning. Hij vertrok eerst in juni richting Zwitserland omdat het koninkrijk Frankrijk hem geen asiel wilde verlenen, maar kort daarop gaf de julirevolutie aldaar hem toch de mogelijkheid naar Frankrijk uit te wijken. Hij verbleef eerst in Parijs en vervolgens in Rijsel, van waaruit hij opruiende artikels bleef rondsturen, waar hij nochtans niet de scheuring maar de bestuurlijke scheiding van Noord en Zuid voorstond.

## Onder het Belgisch koninkrijk

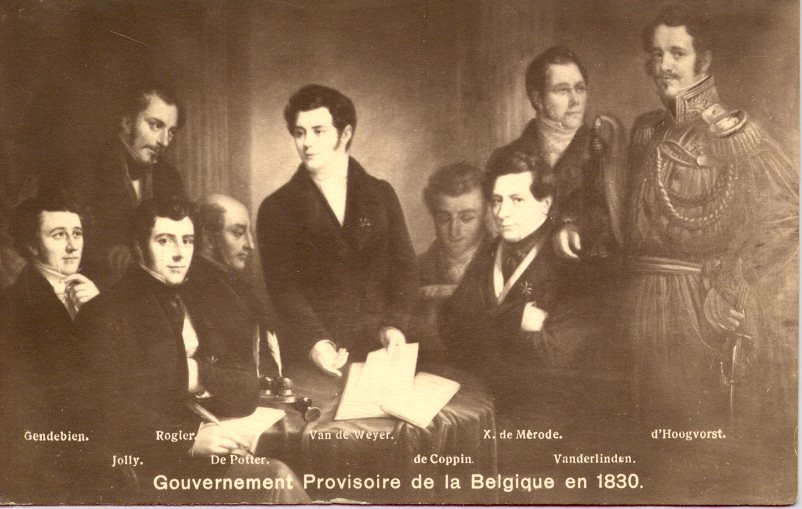
Het Voorlopig Bewind Van links naar rechts: Gendebien, Jolly, Rogier, Louis de Potter, Van de Weyer, de Coppin, de Mérode, Van der Linden, van der Linden d'Hooghvorst.

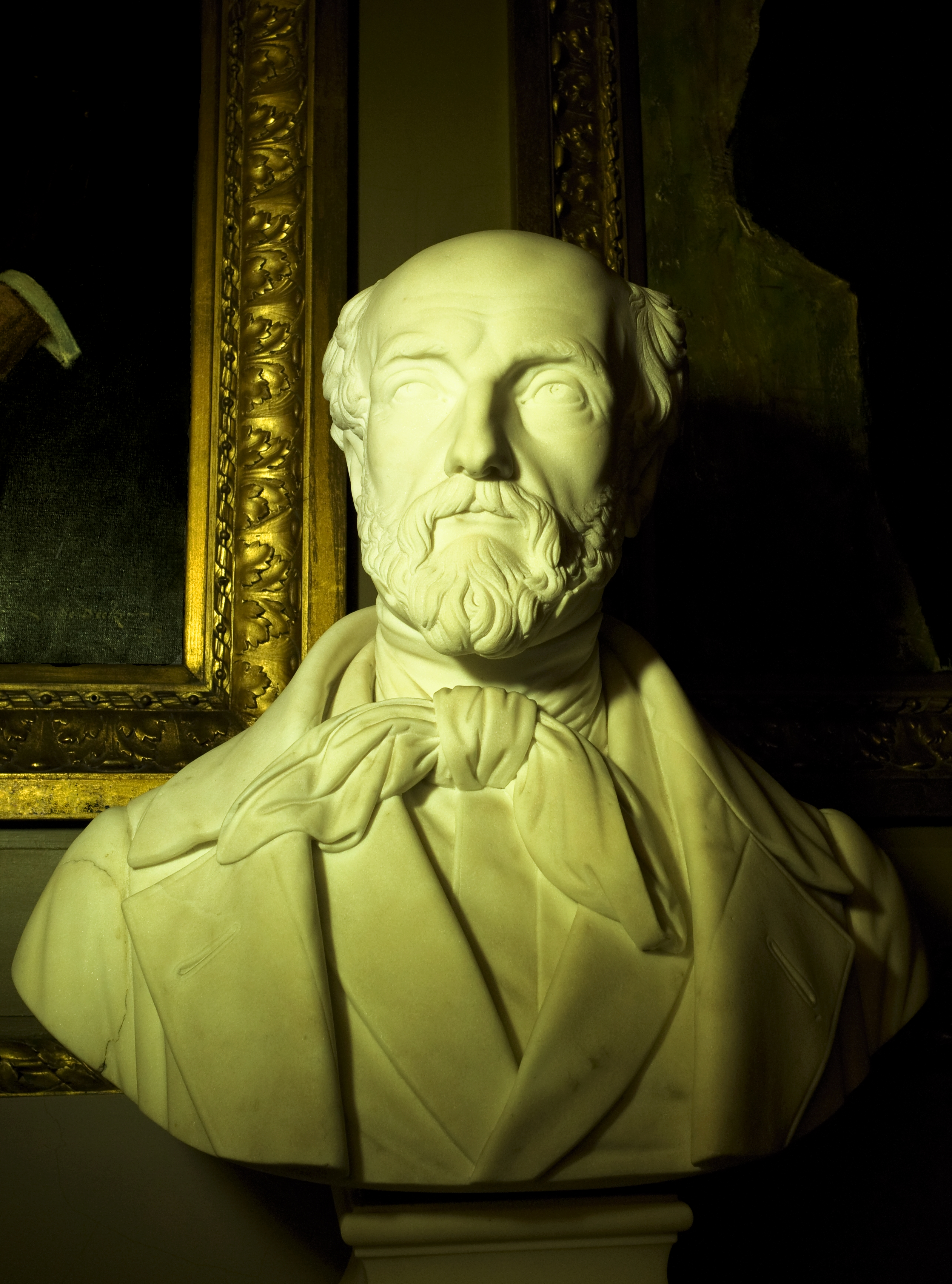
Kunstbeeld Louis de Potter (1830) door M. Jacquet (1870) in de Leeszaal van de Senaat.

Na de Belgische Revolutie, toen tijdens de septemberdagen de laatste 'Hollanders' uit Brussel verdreven waren, kwam hij terug. Hij werd geestdriftig onthaald, zoals een verslag uit die tijd meedeelt: "Om zes uur 's avonds bereikte de Potter de Anderlechtsepoort, gevolgd door een grote menigte en door verschillende contingenten van vrijwilligers die zich onderweg bij hem hadden aangesloten. Een groot detachement van de Burgerwacht en wel 20.000 Brusselaars stonden hem op te wachten. Te voet trok hij naar het stadhuis met steeds meer volk rond hem. Op de Markt had hij alle moeite om tot aan het stadhuis te geraken. Daar werd hij ontvangen door de leden van het Voorlopig Bewind die hem bijna verstikten onder hun omhelzingen en hem de voornaamste auteur van de revolutie noemden".
Hij werd onmiddellijk opgenomen als lid van het Voorlopig Bewind. Als 44-jarige was hij de oudste van de leden in deze voorlopige regering en werd er de facto de leider van. Hij kreeg de eer om de onafhankelijkheidsverklaring van België op te stellen en voor te lezen. Vervolgens werd een 'Nationaal Congres' verkozen, dat een nieuwe grondwet moest opstellen. De Potter opende als voorzitter de eerste zitting, maar moest al vlug vaststellen dat hij met zijn radicale opinies zeer in de minderheid was. Hij was voorstander van een confederatie naar Zwitsers model; de meerderheid koos evenwel voor een unitaire staat. Hij sprak zich uit voor een republikeinse staatsvorm: de meerderheid koos op 13 november 1830 voor een constitutionele monarchie. Hij trok zich toen terug, nadat hij amper zes weken bij het bestuur van het nieuwe land was betrokken geweest. De volgende maanden sprak de Potter zich in Le Belge en L'Emancipation kritisch uit over de Belgische overheid.
In februari 1831 moest hij vluchten voor de repressie tegen de tegenstanders van de Belgische monarchie. Hij ging in Parijs wonen. Van 1833 tot 1837 was de Potter in een bittere juridische strijd gewikkeld met zijn zus, die naar zijn mening een overdreven deel van de ouderlijke erfenis in de wacht had gesleept. In Parijs was hij voornamelijk bevriend met Lamennais en werkte mee aan zijn dagblad L'Avenir. Nadien werkte hij mee aan het republikeinse blad Le Réformateur. Einde 1838 kwam hij naar Brussel terug, maar in 1839 schreef een teleurgestelde De Potter dat er in België minder vrijheid was dan vroeger en dat België en Nederland (ondertussen ook een grondwettelijke monarchie geworden) best weer herenigd werden.
Hij keerde zich af van de liberalen en bekeerde zich tot socialistische ideeën, zoals bleek uit zijn talrijke publicaties. Hij werd aanhanger van het 'rationeel socialisme' van Jean-Guillaume Colins de Ham (1783-1859) en ijverde voor algemeen stemrecht. De Potter wijdde verschillende publicaties aan de sociale kwestie. In 1842 probeerde hij met L’Humanité een socialistisch gezinde krant op te zetten, maar dit was geen succes.
Louis de Potter keerde naar Brugge terug om er te sterven. Hij bracht de maand juli door in de badstad Blankenberge. Van daar reisde hij ook naar Brugge, waar hij zijn intrek nam in het Hotel du Commerce in de Sint-Jacobsstraat 1-20. Zijn dood kwam er onverwacht, in de voormiddag van de 22ste juli 1859. De aangifte op het stadhuis werd gedaan door architect Isidore Alleweireldt, vriend van de Potter, vergezeld door een jonge stadhuisbediende, Auguste Lauwers. De aangifte vermeldde dat De Potter in Brussel woonde.

## Kinderen
- Agathon de Potter (1827-1906) werd arts, 'socialistisch' filosoof en componist. Hij stichtte een Fondation Agathon de Potter binnen de Koninklijke Academie voor wetenschappen om het onderzoek te stimuleren in de exacte en toegepaste wetenschappen, alsook in het bestrijden van beroepsziekten onder arbeiders die gevaarlijke beroepen uitoefenden. Hij was getrouwd met Leonie Bourlard, dochter van advocaat Jules Bourlard uit Bergen.
- Eleuthère de Potter (1830-1854) werd kunstschilder en overleed jong in Pisa.
- Juste-Louis de Potter stierf jong.
- Justa-Sophie de Potter (1834-1875) trouwde met luitenant-generaal Henri Alexis Brialmont (1821-1903), medewerker van Leopold II, bouwer van de forten op de Maas en rond Antwerpen, zoon van Mathieu Brialmont, luitenant generaal en minister van Oorlog onder Leopold I.

Geen van de vier had nakomelingen.
Een 'Prijs Louis de Potter voor republikeinse verdienste' wordt af en toe door het Masereelfonds toegekend.

## Andere naamdragers
Een familie de Potter werd in 1764 in de erfelijke adelstand verheven in de persoon van Joseph de Potter, koopman en assessor van de Berg van Barmhartigheid in Gent. Drie kleinzoons van Joseph de Potter verkregen onder het Verenigd Koninkrijk der Nederlanden opname in de adel, respectievelijk in 1816, 1817 en 1822. Later namen hieruit voortgesproten familietakken de namen de Potter de Zinzerling (in 1979) en de Potter d'Indoye (in 1897) aan.
Of deze families in het verleden met De Potter de Droogenwalle een gemeenschappelijke voorvader hebben, is niet bewezen en is eerder onwaarschijnlijk. Beide families hadden alvast een verschillend wapenschild.

## Publicaties
- Considérations sur l'histoire des principaux conciles depuis les apôtres jusqu'au Grand Schisme d'Occident, 1816
- L'Esprit de l'Église ou Considérations sur l'histoire des conciles et des papes, depuis Charlemagne jusqu'à nos jours, 6 volumes, 1821
- Vie de Scipion de Ricci, évêque de Pistoie et de Prato, 1825.
- Saint-Napoléon, en paradis et en exil, 1825.
- Lettres de saint Pie V sur les affaires religieuses en France, 1826.
- L'Union des catholiques et des libéraux dans les Pays-Bas, (1ste editie juli 1829, 2e editie, Brussel 1831)
- Lettre de Démophile à M. Van Gobbelschroy sur la garantie de la liberté des Belges à l'époque de l'ouverture de la session des états généraux (1829-1830).
- Lettre de Démophile au roi sur le nouveau projet de loi contre la presse et le message royal qui l'accompagne, 1829
- Correspondance de De Potter avec Thielemans, depuis la prison des Petits Carmes, Brussel, 1829
- Lettre à mes concitoyens, Brussel, 1830
- De la Révolution à faire d'après l'expérience des révolutions avortées (1831)
- Éléments de tolérance à l'usage des catholiques belges (1834)
- Questions aux catholiques belges sur l'encyclique de M. de Lamennais (1835).
- Histoire du christianisme (Parijs 1836)
- Résumé de l'histoire du christianisme (1856)
- La Révolution belge de 1828 à 1839, souvenirs personnels (Brussel 1838-39). Vertaald als: De Belgische omwenteling, 1828-1839 : persoonlijke herinneringen met bevestigende bijlagen. Dordrecht, Lagerwey, 1840
- Études sociales, (1843)
- La Justice et la Sanction religieuse (1846)
- La Réalité déterminée par le raisonnement (1848)
- A B C de la science sociale (1848)
- Catéchisme social (1850)
- Catéchisme rationnel (1854)
- Dictionnaire rationnel (1859)